# الأورجانون الجديد
الأورجانون الجديد أو التوجيهات الصحيحة المتعلقة بتفسير الطبيعة (باللاتينية: Novum Organum ، sive indicia vera de Interpretatione Naturae) هو عمل فلسفي لفرانسيس بيكون، كتب باللاتينية ونُشر عام 1620. العنوان هو إشارة إلى عمل أرسطو أورغانون، والذي كان أطروحته عن المنطق والقياس. في الأورجانون الجديد، يفصل بيكون نظامًا جديدًا للمنطق يعتقد أنه متفوق على الطرق القديمة في القياس. يُعرف هذا الآن باسم الطريقة البيكونية.
بالنسبة بيكون، العثور على جوهر الشيء هو عملية بسيطة اختزالية، واستخدام الاستدلال الاستقرائي. لإيجاد سبب الطبيعة الهائلة مثل الحرارة، يجب على المرء أن يسرد جميع المواقف التي توجد فيها الحرارة. ثم يجب وضع قائمة أخرى، تسرد المواقف المشابهة لتلك الموجودة في القائمة الأولى باستثناء قلة الحرارة. يسرد الجدول الثالث المواقف التي يمكن أن تختلف فيها الحرارة. يجب أن تكون طبيعة الشكل، أو السبب، للحرارة هي الشائعة في جميع الحالات في الجدول الأول، وهي مفقودة من جميع مثيلات الجدول الثاني وتختلف حسب الدرجة في حالات الجدول الثالث.
تُصوِّر صفحة العنوان للأورجانون الجديد جاليون يمر بين أعمدة هرقل الأسطورية التي تقف على جانبي مضيق جبل طارق، مما يشير إلى الخروج من مياه البحر الأبيض المتوسط المرسومة جيدًا إلى المحيط الأطلسي. تم تحطيم الأعمدة، باعتبارها حدود البحر الأبيض المتوسط، من قبل البحارة الأيبيريين، مما فتح عالمًا جديدًا للاستكشاف. يأمل بيكون أن يؤدي البحث التجريبي بالمثل إلى تحطيم الأفكار العلمية القديمة ويؤدي إلى فهم أكبر للعالم والسماء. تم نسخ صفحة العنوان هذه بحرية من كتاب أندريس غارسيا دي سيسبيديس فوج الملاحة، الذي نُشر عام 1606.
العلامة اللاتينية عبر الجزء السفلي - Multi pertransibunt & augebitur scientia - مأخوذ من العهد القديم (دانيال 12: 4). وتعني: «كثيرون سيسافرون والمعرفة ستزداد».
الكتاب مترجم إلى اللغة العربية من طرف الدكتور مصطفى علي.

## بيكون والطريقة العلمية
كان لعمل بيكون دور فعال في التطور التاريخي للطريقة العلمية. تقنيته تشبه الصياغة الحديثة للمنهج العلمي بمعنى أنه يتركز على البحث التجريبي. إن تأكيد بيكون على استخدام التجارب الاصطناعية لتوفير ملاحظات إضافية لظاهرة ما هو أحد الأسباب التي تجعله يُعتبر غالبًا «أب الفلسفة التجريبية» (على سبيل المثال الذي اشتهر به فولتير). من ناحية أخرى، فإن المنهج العلمي الحديث لا يتبع أساليب بيكون في تفاصيله، بل يتماشى أكثر بروح المنهجية والتجريبية، ومن ثم فإن موقفه في هذا الصدد يمكن الطعن فيه. الأهم من ذلك، أن بيكون وضع المشهد للعلم لتطوير منهجيات مختلفة، لأنه قدم حجة ضد المناهج الأرسطية القديمة للعلم، بحجة أن هذه الطريقة كانت ضرورية بسبب التحيزات الطبيعية ونقاط الضعف في العقل البشري، بما في ذلك التحيز الطبيعي الذي يجب عليه البحث عن تفسيرات ميتافيزيقية لا تستند إلى ملاحظات حقيقية.

## مقدمة
يبدأ بيكون العمل برفض الاستنباط المسبق النقي كوسيلة لاكتشاف الحقيقة في الفلسفة الطبيعية. يقول: 
 الآن خطتي سهلة الوصف كما يصعب تنفيذها. لأنها ترسي درجات اليقين، وتعتني بالمعنى بنوع من الاختزال، ولكن ترفض في الغالب عمل العقل الذي يتبع الحس؛ في الواقع، أعني الانفتاح وإرساء مسار جديد ومؤكد من تصورات الحواس نفسها إلى العقل. 
 التركيز على البدء مع الملاحظة يسود العمل بأكمله. في الواقع، في فكرة أن الفلسفة الطبيعية يجب أن تبدأ بالحواس نجد الجزء الثوري من فلسفة بيكون، ومنهجها الفلسفي الناتج، الاستقراء الإقصائي، هو أحد أكثر إسهامات بيكون ديمومة في العلم والفلسفة. 

## الإِحياء العظيم
تم نشر الأورجانون الجديد في الواقع كجزء من عمل أكبر بكثير، الإحياء العظيم (باللاتينية:Instauratio magna). كان القصد من كلمة الإحياء إظهار أن حالة المعرفة الإنسانية كانت هي المضي قدمًا في نفس الوقت مع العودة إلى ما كان يتمتع به الإنسان قبل السقوط. في الأصل كان يقصد الإنشاء العظيم احتواء ستة أجزاء (منها للأورجانون الجديد شكلت الجزء الثاني)، لم يقترب بيكون من إكمال هذه السلسلة، حيث لم يتم كتابة الجزءين الخامس والسادس على الإطلاق. تم تضمين للأورجانون الجديد، المكتوبة باللاتينية وتتألف من كتابين من الأمثال، في المجلد الذي نشره بيكون عام 1620, ومع ذلك، لم يكتمل أيضًا، حيث وعد بيكون بالعديد من الإضافات إلى محتواه الذي ظل في النهاية غير مطبوع.

## الكتاب الأول
أطلق بيكون عنوان هذا الكتاب الأول شرذات في تفسير الطبيعة وفي مملكة الإنسان.

في كتاب الأمثال الأول، ينتقد بيكون الحالة الحالية للفلسفة الطبيعية. يتمثل هدف هجومه بشكل كبير في القياس المنطقي، وهي طريقة يعتقد أنها غير كافية تمامًا مقارنة بما يسميه بيكون «الاستقراء الحقيقي»: 
يتكون القياس المنطقي من الافتراضات، ومقترحات الكلمات، والكلمات هي علامات للمفاهيم. وبالتالي، إذا كانت المفاهيم نفسها (وهذا هو جوهر الموضوع) مشوشة ومُجردة بتهور من الأشياء، فلا شيء مبني عليها سليم. لذا فإن الأمل الوحيد يكمن في الحقيقة. 
في العديد من أقواله، كرر بيكون أهمية الاستدلال الاستقرائي. يستلزم الاستقراء، الذي يتعارض منهجيًا مع الاستنباط، البدء بحالات معينة تمت ملاحظتها بواسطة الحواس ثم محاولة اكتشاف البديهيات العامة من تلك الملاحظات. بعبارة أخرى، لا يفترض الاستقراء شيئًا. من ناحية أخرى، يبدأ الاستنتاج بالبديهيات العامة، أو المبادئ الأولى، التي يتم من خلالها استقراء حقيقة حالات معينة. يؤكد بيكون على قوة العملية التدريجية المتأصلة في الاستقراء: 
هناك طريقتان فقط للتحقيق واكتشاف الحقيقة. يندفع المرء من المعنى والتفاصيل إلى البديهيات ذات العموم الأعلى، ومن هذه المبادئ وحقيقتها التي لا تقبل الشك، ينتقل إلى استنتاج واكتشاف البديهيات الوسطى؛ وهذه هي الطريقة في الاستخدام الحالي. الطريقة الأخرى تستمد البديهيات من المعنى والتفاصيل من خلال التسلق بثبات ودرجات بحيث تصل إلى أعلى درجات العمومية أخيرًا؛ وهذا هو الطريق الصحيح ولكن لا يزال غير مطروق. 
بعد العديد من التكرارات المأثورة المماثلة لهذه المفاهيم الهامة، يقدم بيكون أصنامه الشهيرة.

## الأصنام
تركز الأورجانون الجديد، كما هو مقترح من اسمه، على رفض العقيدة المستلمة بقدر ما تركز على التقدم التطلعي.في أصنام بيكون، تم العثور على فحصه الأكثر انتقادًا للعوائق التي من صنع الإنسان والتي تضلل التفكير الموضوعي للعقل. ظهرت في الأعمال السابقة ولكن لم يتم تجسيدها بالكامل حتى صياغتها في للأورجانون الجديد:
أصنام القبيلة
«أصنام القبيلة متجذرة في الطبيعة البشرية نفسها وفي قبيلة أو عرق الرجال. فبالنسبة للناس يزعمون خطأً أن الحس البشري هو مقياس الأشياء، في حين أن جميع تصورات العقل والعقل في الواقع مبنية على مقياس الإنسان وليس الكون». (مأثور 41.)
يشتمل بيكون في هذا المعبود على ميل الخيال البشري إلى افتراض وجود انتظام في الطبيعة لا أساس له. من الأمثلة على ذلك الافتراض الفلكي التاريخي الشائع بأن الكواكب تتحرك في دوائر كاملة.
أصنام الكهف
هذه «تنتمي إلى فرد معين. لكل شخص (إلى جانب تقلبات الطبيعة البشرية بشكل عام) كهفه أو عرين خاص به ينثر ضوء الطبيعة ويشوهه. الآن يأتي هذا إما من طبيعته الفريدة والمميزة؛ أو تعليمه وارتباطه بالآخرين، أو الكتب التي يقرأها، والسلطات العديدة لمن يزرعها ويعجب بها، أو الانطباعات المختلفة التي يجتمعون بها في الروح، أو تكون الروح ممسوسة ومتحيزة، أو ثابتة ومستقرة، أو مثل؛ بحيث تكون الروح البشرية (كما هي مخصصة لأفراد معينين) من الواضح أنها شيء متغير، وكلها مشوشة، وإذا جاز التعبير، فهي مخلوق مصادفة. .». (قول مأثور 42).
هذا النوع من المعبود ينبع من تجارب الحياة الخاصة للفرد. يمكن للتعليم المتغير أن يقود الفرد إلى تفضيل مفاهيم أو طرق معينة، مما يفسد فلسفاته اللاحقة. بيكون نفسه يعطي مثال أرسطو، «الذي جعل فلسفته الطبيعية مجرد عبد لمنطقه». (قول مأثور 54.)
أصنام السوق
هذه «مشتقة كما لو كانت من الاتفاق المتبادل وترابط الجنس البشري، والذي أسميه أصنام السوق على حساب تجارة الرجال وشراكاتهم. بالنسبة للرجال يرتبطون من خلال المحادثة، ولكن يتم تطبيق الكلمات حسب قدرة الناس العاديين. لذلك فإن التطبيق الرديء وغير الكفؤ للكلمات يحاصر العقل بطرق عجيبة»(قول مأثور 43).
اعتبر بيكون هذه «أكبر مضايقات لهم جميعا» (قول مأثور 59). لأن البشر يفكرون من خلال استخدام الكلمات، فإنهم يشكلون خطورة خاصة، لأن التعريفات المتلقاة للكلمات، والتي غالبًا ما تكون مشتقة بشكل خاطئ، يمكن أن تسبب الارتباك. يحدد مجموعتين فرعيتين من هذا النوع من المعبود ويقدم أمثلة (قول مأثور 60).
- أولاً، هناك تلك الكلمات التي تنبع من نظريات خاطئة، مثل عنصر النار أو مفهوم المحرك الأول. يسهل تفكيكها لأن عدم كفاءتها يمكن إرجاعه إلى خطأ اشتقاقها في نظرية خاطئة.
- ثانيًا، هناك تلك الكلمات التي هي نتيجة التجريد غير الدقيق. الأرض، على سبيل المثال، مصطلح غامض قد يتضمن العديد من المواد المختلفة التي يكون قواسمها المشتركة موضع شك. غالبًا ما تستخدم هذه المصطلحات بشكل بيضاوي، أو بسبب نقص المعلومات أو تعريف المصطلح.

أصنام المسرح
«أخيرًا، هناك الأصنام التي ضللت أرواح الرجال من عقائد الفلاسفة وقوانين التظاهر المضللة أيضًا؛ أسمي هذه أصنام المسرح، لأن الفلسفات التي تم تلقيها واكتشافها في نظري هي قصص كثيرة مختلقة وتمثيل القصص التي خلقت عوالم زائفة تستحق المسرح». (المأثور 44)
تتجلى هذه الأصنام في القبول غير الحكيم لبعض العقائد الفلسفية، وبالتحديد فلسفة أرسطو السفسطائية الطبيعية (المسماة على وجه التحديد في قول مأثور 63) التي أفسدها شغفه بالمنطق، وفلسفة أفلاطون الخرافية، التي اعتمدت بشدة على المبادئ اللاهوتية.

## الكتاب الثاني
بعد تعداد أوجه القصور في الفلسفات الطبيعية الحالية والسابقة، يستطيع بيكون الآن تقديم فلسفته وأساليبه الخاصة. يحتفظ بيكون بالأسباب الأرسطية، لكنه يعيد تعريفها بطرق مثيرة للاهتمام. في حين أن السبب النهائي تقليديًا كان يعتبر الأكثر أهمية بين الأربعة (المادي، الرسمي، الفعال، والنهائي)، يدعي بيكون أنه أقل فائدة وفي بعض الحالات ضار بالفعل بالعلوم (الماثور 2). بالنسبة لبيكون، فإن السبب الرسمي هو الأكثر خداعًا والأكثر قيمة، على الرغم من أن كل سبب من الأسباب يوفر أدوات عملية معينة. بالأشكال والأسباب الشكلية، بيكون يعني القوانين العالمية للطبيعة. يعلق لحم الخنزير المقدد هذه قوة غامضة تقريبًا: 
 لكن من يعرف الأشكال يمسك بوحدة الطبيعة تحت سطح المواد التي تختلف تمامًا. وبالتالي فهو قادر على تحديد وإحداث أشياء لم يتم القيام بها من قبل، أشياء من النوع الذي لا تقلبات الطبيعة، ولا التجارب الصعبة، ولا الصدفة البحتة يمكن أن تتحقق أو يحلم بها الفكر البشري. وبالتالي من اكتشاف الأشكال يتدفق التكهنات الحقيقية والعملية غير المقيدة (قول مأثور 3) 
 في هذا الكتاب الثاني، يقدم بيكون مثالاً للعملية التي يسميها الاستقراء الحقيقي. في هذا المثال، يحاول بيكون فهم شكل الحرارة. 
الخطوة الأولى التي يتخذها هي مسح جميع الحالات المعروفة حيث يبدو أن طبيعة الحرارة موجودة. إلى هذا التجميع لبيانات الرصد، أعطى بيكون اسم جدول الجوهر والحضور. الجدول التالي، جدول الغياب في القرب، هو عكس ذلك في الأساس - تجميع لجميع الحالات التي لا توجد فيها طبيعة الحرارة. نظرًا لوجود عدد كبير جدًا من هذه الحالات، فإن بيكون يعدد الحالات الأكثر صلة فقط. أخيرًا، يحاول بيكون تصنيف حالات طبيعة الحرارة إلى درجات مختلفة من الشدة في جدول درجاته . الهدف من هذا الجدول النهائي هو القضاء على بعض حالات الحرارة التي يمكن أن يقال أنها شكل الحرارة، وبالتالي الاقتراب من تقريب الشكل الحقيقي للحرارة. يحدث هذا الإقصاء من خلال المقارنة. على سبيل المثال، ملاحظة أن كلا من النار والماء المغلي هما مثالان للحرارة تسمح لنا باستبعاد الضوء باعتباره الشكل الحقيقي للحرارة، لأن الضوء موجود في حالة الحريق ولكن ليس في حالة الماء المغلي. من خلال هذا التحليل المقارن، يعتزم بيكون في النهاية استقراء الشكل الحقيقي للحرارة، على الرغم من أنه من الواضح أن مثل هذا الهدف لا يمكن الوصول إليه إلا بشكل تدريجي. في الواقع، الفرضية المستمدة من هذا الاستقراء الإقصائي ، والتي أطلق عليها بيكون اسم The First Vintage ، هي فقط نقطة البداية التي يمكن من خلالها للأدلة التجريبية الإضافية والتحليل التجريبي تحسين مفهومنا للسبب الرسمي.
«طريقة بيكونيان» لا تنتهي عند أول خمر . وصف بيكون فئات عديدة من الأمثلة ذات السلطات الخاصة ، والحالات التي تكون فيها الظاهرة التي يحاول المرء شرحها وثيقة الصلة بشكل خاص. هذه الحالات ، التي وصفها بيكون 27 منها في الأورجانون الجديد، تساعد وتسريع عملية الاستقراء. إنها «أجهزة أو اختصارات لتوفير العمالة تهدف إلى تسريع البحث عن النماذج أو جعله أكثر صرامة من خلال توفير التعزيز المنطقي للتحريض.» 
بصرف النظر عن القديم الأول والحالات ذات السلطات الخاصة ، يعدد بيكون «مساعدات للعقل» والتي يفترض أنها الخطوات التالية في «طريقته». في الحكمة 21 من الكتاب الثاني ، يحدد بيكون السلسلة اللاحقة من الخطوات في الاستقراء المناسب: بما في ذلك دعم الاستقراء ، وتصحيح الاستقراء ، وتنويع الاستفسار وفقًا لطبيعة الموضوع ، والطبيعة ذات السلطات الخاصة ، ونهايات الاستفسار ، وجلب الأشياء وصولا إلى الممارسة ، والمواد التحضيرية للاستقصاء ، ومقياس البديهيات التصاعدي والتنازلي. ومع ذلك ، لم يتم شرح هذه المساعدات الإضافية أبدًا بما يتجاوز مظهرها الأولي المحدود في الأورجانون الجديد . من المحتمل أن يكون بيكون قد قصد تضمينها في أجزاء لاحقة من الإنشاء العظيم ولم يكتب عنها ببساطة.
كما ذكرنا أعلاه ، كان هذا الكتاب الثاني من الأورجانون الحديد بعيدًا عن الاكتمال ، ولم يكن في الواقع سوى جزء صغير من عمل ضخم غير مكتمل، الإحياء العظيم.

## بيكون وديكارت
غالبًا ما يُدرس بيكون من خلال مقارنته مع رينيه ديكارت المعاصر. كان كلا المفكرين ، إلى حد ما ، من أوائل الذين شككوا في السلطة الفلسفية لليونانيين القدماء. اعتقد كل من بيكون وديكارت أن نقد الفلسفة الطبيعية الموجودة مسبقًا كان ضروريًا ، لكن انتقادات كل منهما اقترحت مناهج مختلفة جذريًا للفلسفة الطبيعية. تم تطوير حركتين متراكبتين ؛ «أحدهما كان عقلانيًا ونظريًا في النهج وكان برئاسة رينيه ديكارت ؛ والآخر كان عمليًا وتجريبيًا وكان بقيادة فرانسيس بيكون.»  لقد كان كلاهما مهتمين بعمق بمدى وصول البشر إلى المعرفة ، ومع ذلك فإن أساليبهم في القيام بذلك توقعت مسارات متباينة.
من ناحية ، يبدأ ديكارت بالشك في أي شيء لا يمكن معرفته على وجه اليقين المطلق ويتضمن في عالم الشك هذا انطباعات الإدراك الحسي ، وبالتالي ، «كل علوم الأشياء الجسدية ، مثل الفيزياء وعلم الفلك».  وبالتالي فهو يحاول تقديم مبدأ ميتافيزيقي (يصبح هذا هو الكوجيتو) الذي لا يمكن الشك فيه ، والذي يجب استنتاج المزيد من الحقائق بشأنه. في طريقة الاستنتاج هذه ، يبدأ الفيلسوف بفحص البديهيات الأكثر عمومية (مثل الكوجيتو)، ثم ينتقل إلى تحديد الحقيقة حول التفاصيل من خلال فهم تلك البديهيات العامة.
على العكس من ذلك ، أيد بيكون الطريقة المعاكسة للاستقراء ، حيث يتم فحص التفاصيل أولاً ، وعندها فقط يكون هناك صعود تدريجي إلى البديهيات الأكثر عمومية. بينما يشك ديكارت في قدرة الحواس على تزويدنا بمعلومات دقيقة ، يشك بيكون في قدرة العقل على استنتاج الحقائق بنفسه لأنه يتعرض للعديد من التعتيم الفكري ، مثل «أصنام بيكون». يقول بيكون في أول قول مأثور له عن الأورغنوم الجديد :
«الإنسان ، خادم الطبيعة ومفسرها ، يفعل ويفهم فقط بقدر ما لاحظه ، بحكم الواقع أو النشاط العقلي ، فيما يتعلق بترتيب الطبيعة ؛ وبعد ذلك ليس لديه معرفة ولا قوة.»
لذلك ، بالمعنى الأساسي ، يمكن اختزال الاختلاف المركزي بين أساليب ديكارت الفلسفية وأساليب بيكون إلى حجة بين الاستدلال الاستنتاجي والاستقرائي وما إذا كان يجب الوثوق أو الشك في الحواس. ومع ذلك ، هناك اختلاف عميق آخر بين مواقف المفكرين حول إمكانية الوصول إلى الحقيقة. أعلن ديكارت أنه يهدف إلى الحقيقة المطلقة. من المشكوك فيه ما إذا كان بيكون يعتقد أنه يمكن تحقيق مثل هذه الحقيقة. في ملاحظاته الافتتاحية ، يقترح «إقامة مراحل تقدمية من اليقين». بالنسبة لبيكون ، كان مقياس الحقيقة هو قدرته على السماح بالتنبؤ بالظواهر الطبيعية (على الرغم من أن أشكال بيكون تقترب مما قد نسميه «الحقيقة»، لأنها قوانين طبيعة عالمية ثابتة).

## المساهمات الأصلية
كانت السمة المثيرة للاهتمام لمسار بيكون العلمي على ما يبدو أنه على الرغم من جمعه لمجموعة هائلة من البيانات التجريبية، إلا أنه لم يقم بأي اكتشافات أصلية. في الواقع ، لم تكن هذه هي نيته على الإطلاق ، وقد يؤدي مثل هذا التقييم لإرث بيكون بشكل خاطئ إلى مقارنة غير عادلة مع نيوتن. لم يزعم بيكون أبدًا أنه كشف ببراعة حقائق جديدة لا تتزعزع حول الطبيعة - في الواقع ، كان يعتقد أن مثل هذا المسعى ليس عمل عقول فردية بل عمل أجيال كاملة بدرجات تدريجية نحو معرفة موثوقة. 

من نواحٍ عديدة ، لا تكمن مساهمة بيكون في تقدم المعرفة البشرية في ثمار بحثه العلمي بل في إعادة تفسير مناهج الفلسفة الطبيعية. تم تلخيص ابتكاراته في أكسفورد فرانسيس بيكون : 
 قبل بيكون في أي مكان آخر يجد المرء وجهة نظر مفصّلة بدقة للفلسفة الطبيعية كمشروع للأدوات والتجارب ، ومشروع مصمم لكبح العقل الخطابي وإصلاح عيوب الحواس؟ في أي مكان آخر في الأدبيات قبل بيكون ، يصادف المرء برنامجًا تاريخيًا طبيعيًا مجردًا بمثل هذا النطاق الهائل والدقة الدقيقة ، ومصمم ليكون بمثابة الأساس لإعادة بناء كاملة للمعرفة البشرية التي من شأنها أن تولد علومًا جديدة منتجة إلى حد كبير من خلال شكل من أشكال الاستقراء الاستقرائي تدعمه إجراءات أخرى مختلفة بما في ذلك الخصم؟ في أي مكان آخر يمكن للمرء أن يجد مفهومًا للبحث العلمي يتضمن إطارًا مؤسسيًا بمثل هذه النسب التي تتطلب أجيالًا من التمويل الحكومي الدائم للحفاظ عليه؟ وكل هذا مصحوبًا بهجوم شامل وباحث ومدمر على الفلسفات القديمة وغير القديمة ، وفلسفة طبيعية مؤقتة تستبق نتائج الفلسفة الجديدة؟ "  

## الروابط الخارجية
- تحميل الكتاب المترجم باللغة العربية.